# Polacanthoides ponderosus
Polacanthoides ponderosus es la única especie conocida del género dudoso extinto  Polacanthoides  (“similar al Polacanthus”) es un género de dinosaurio tireóforo anquilosáurido, que vivió a principio del período Cretácico, hace aproximadamente 140 y 135 millones de años, en el Valanginiense y el Berriasiense en lo que es hoy Europa. Descrito por Nopcsa en 1928 a partir de una serie de restos encontrados en el Lecho Wealden de la Isla de Wight, Inglaterra. El espécimen tipo, BMNH 2584, posiblemente está constituido por material mezclado de Hylaeosaurus armatus, y Polacanthus foxii. Sin embargo Carpenter ha propuesto que la escápula del ejemplar y por lo tanto el género deberían ser considerado como válidos. Sin embargo, es considerado por la mayoría de los paleontólogos como un dinosaurio dudoso y un posible sinónimo de Hylaeosaurus.